# Československá basketbalová liga 1947-1948
La Československá basketbalová liga 1947-1948 è stata la 19ª edizione del massimo campionato cecoslovacco di pallacanestro maschile. La vittoria finale è stata ad appannaggio del Sokol Brno I.

## Risultati

### Stagione regolare

#### Campionato ceco
|     | Squadra            | G  | V  | N  | P | PF   | PS   | Pt. | Qualificazione |
| --- | ------------------ | -- | -- | -- | - | ---- | ---- | --- | -------------- |
| 1.  | Sokol Brno I       | 22 | 21 | 1  | 0 | 1129 | 622  | 42  | seconda fase   |
| 2.  | Viktoria Žižkov    | 22 | 17 | 5  | 0 | 904  | 758  | 34  | seconda fase   |
| 3.  | Sokol Kolín        | 22 | 13 | 8  | 1 | 910  | 781  | 27  |                |
| 4.  | Sokol Pražský      | 22 | 13 | 9  | 0 | 872  | 813  | 26  |                |
| 5.  | Sparta             | 22 | 13 | 9  | 0 | 910  | 872  | 26  |                |
| 6.  | Sokol Židenice     | 22 | 11 | 10 | 1 | 852  | 696  | 23  |                |
| 7.  | Staropramen Praga  | 22 | 10 | 10 | 2 | 832  | 827  | 22  |                |
| 8.  | Phillips Praga     | 22 | 10 | 12 | 0 | 839  | 847  | 20  |                |
| 9.  | Slavia Praga       | 22 | 9  | 12 | 1 | 923  | 925  | 19  |                |
| 10. | Sokol Žabovřesky   | 22 | 9  | 12 | 1 | 764  | 800  | 19  |                |
| 11. | Sokol Královo Pole | 22 | 2  | 20 | 0 | 649  | 1136 | 4   | retrocesse     |
| 12. | Sokol Nymburk      | 22 | 1  | 21 | 0 | 795  | 1303 | 2   | retrocesse     |

### Seconda fase
|    | Squadra         | G | V | P | PF | PS | Pt. | Qualificazione |
| -- | --------------- | - | - | - | -- | -- | --- | -------------- |
| 1. | Sokol Brno I    | 3 | 3 | 0 |    |    | 6   |                |
| 2. | VŠ Bratislava   | 3 | 2 | 1 |    |    | 4   |                |
| 3. | Viktoria Žižkov | 3 | 1 | 2 |    |    | 2   |                |
| 4. | ŠK Bratislava   | 3 | 0 | 3 |    |    | 0   |                |

| Československá basketbalová liga 1947-1948 |
| ------------------------------------------ |
| Sokol Brno I 3º titolo                     |

## Formazione vincitrice
| N° | Naz.                      | Ruolo | Sportivo         |  | Alt. |  |
| -- | ------------------------- | ----- | ---------------- |  | ---- |  |
|    | Cecoslovacchia (bandiera) |       | Ivan Mrázek      |  | 171  |  |
|    | Cecoslovacchia (bandiera) |       | Jan Kozák        |  |      |  |
|    | Cecoslovacchia (bandiera) |       | Luboš Kolář      |  |      |  |
|    | Cecoslovacchia (bandiera) |       | Miroslav Dostál  |  |      |  |
|    | Cecoslovacchia (bandiera) |       | Radoslav Sís     |  |      |  |
|    | Cecoslovacchia (bandiera) |       | Ladislav Šimáček |  |      |  |
|    | Cecoslovacchia (bandiera) |       | Milan Fráňa      |  |      |  |
|    | Cecoslovacchia (bandiera) |       | Říčný            |  |      |  |
|    | Cecoslovacchia (bandiera) |       | L. Polcar        |  |      |  |
|    | Cecoslovacchia (bandiera) |       | Helan            |  |      |  |
|    | Cecoslovacchia (bandiera) | All.  | L. Polcar        |  |      |  |

## Fonti
- Ing. Pavel Šimák: Historie československého basketbalu v číslech (1932-1985), Basketbalový svaz ÚV ČSTV, květen 1985, 174 stran
- Ing. Pavel Šimák: Historie československého basketbalu v číslech, II. část (1985-1992), Česká a slovenská basketbalová federace, březen 1993, 130 stran
- Juraj Gacík: Kronika československého a slovenského basketbalu (1919-1993), (1993-2000), vydáno 2000, 1. vyd, slovensky, BADEM, Žilina, 943 stran
- Jakub Bažant, Jiří Závozda: Nebáli se své odvahy, Československý basketbal v příbězích a faktech, 1. díl (1897-1993), 2014, Olympia, 464 stran